# Макаркино (Калачинский район)
Макаркино — исчезнувшая деревня в Калачинском районе Омской области России. Входила в состав Ивановского сельского поселения. Упразднена в 1960-е гы.

## География
Располагалась в 12 км к северо-востоку от деревни Ивановка.

## История
Основана в 1911 году. В 1928 г. выселок Макаркино состояла из 30 хозяйств. В составе Медвежьегривского сельсовета Калачинский район Омского округа Сибирского края.

## Население
В 1926 г. на выселке проживало 138 человек (63 мужчины и 75 женщин), основное население — финны.